# El Norte
 El Norte è un film del 1983 diretto da Gregory Nava.
È stato presentato nella sezione Un Certain Regard al Festival di Cannes 1984.
Nel 1995 è stato scelto per essere conservato nel National Film Registry della Biblioteca del Congresso degli Stati Uniti.